# زهران علوش
زَهران عَلوش (زاده ۱۹۷۱ در دوما – درگذشته ۲۵ دسامبر ۲۰۱۵ در غوطه شرقی) از رهبران نظامی و مذهبی فعال در جنگ داخلی سوریه بود که رهبری گروه شورشی جیش الاسلام (از گروه‌های ائتلاف موسوم به جبهه اسلامی سوریه) را برعهده داشت. وی یکی از نیرومندترین فرماندهان نظامی در مناطقی از سوریه که تحت کنترل شورشیان بود، به‌شمار می‌آمد. علوش در حملهٔ هوایی نیروی‌های روسیه به یکی از جبهه‌های جنگ در منطقهٔ غوطه شرقی دمشق کشته شد.

## زندگی
علوش در سال ۱۹۷۱ در شهر دوما در حومه دمشق به دنیا آمد. وی سه همسر داشت و فرزند شیخ عبدالله علوش از مفتیان سلفی سوریه است که در عربستان زندگی می‌کرد. زهران در دانشکده حقوق دانشگاه دمشق و دانشگاه اسلامی مدینه تحصیل کرده است. محمد ناصر الدین الالبانی، عبدالعزیز بن باز، محمد بن صالح العثیمین، عبدالله بن عقیل، عبد المحسن العباد، عبدالله الغنیمان، محمد بن محمد المختار الشنقیطی و محمد الحسن الددو الشنقیطی از استادان او بوده‌اند.

### فعالیت‌های تبلیغی
از سال ۱۹۸۷ فعالیت‌های تبلیغی خود را علیه حکومت سوریه شروع کرد و به همین دلیل مورد تعقیب حکومت اسد قرار گرفت. وی از سال ۲۰۰۹ زندانی شد و در سال ۲۰۱۱، سه ماه بعد از آغاز جنگ داخلی سوریه در پی عفو عمومی ۱۵۰۰ زندانی سلفی و اسلام‌گرا از زندان صیدنایا آزاد شد.

### پس از آزادی
علوش بلافاصله پس از آزادی از زندان وارد جبهه‌های جنگ علیه حکومت بشار اسد شد. وی از مخالفان ایجاد حکومت دموکراتیک و نیروهای دمکرات سوریه بود.

## دیدگاه‌ها
از نظر ایدئولوژی میان علوش و برخی گروه‌ها همچون القاعده و داعش مرزبندی فکری وجود داشت. جیش الاسلام از اوّلین گروه‌های انقلابی سوری به رهبری علوش بود که تنها در عرض چند روز منطقهٔ غوطه شرقی دمشق را از اعضای داعش پاکسازی کرد.
همچنین در کلیپی که پس از کشته شدن علوش از وی منتشر شد، به شدت تئوریسین‌های گروه القاعده (ابومحمد مقدسی و ابوقتاده فلسطینی) سرزنش می‌کند و آن‌ها را خوارج می‌نامد.
او اعتقاد داشت که دموکراسی باعث تفرقه بین مردم می‌شود و به جای حکومت دموکراتیک طرفدار تشکیل یک حکومت اسلامی بود.
علوش و گروه جیش الاسلام خواستار برپایی حکومت و دولت اسلامی در سوریه بودند. در همین راستا رئیس دفتر سیاسی این گروه محمد علوش در توییتر خود گفته بود: «ما حکومت اسلامی می‌خواهیم؛ امّا نه به روش القاعده و داعش.»

## مرگ
زهران علوش به گفتهٔ مسئولان جیش الاسلام و نزدیکان وی سرانجام در روز ۲۵ دسامبر ۲۰۱۵ در حملهٔ هوایی روسیه به یکی از مناطق درگیری غوطه شرقی دمشق کشته شد و پس از وی عصام البویضانی توسط مجلس شورای جیش الاسلام به عنوان جانشین وی تعیین شد. زهران علوش به همراه فرماندهان نظامی خود در ریف دمشق مشغول برگزاری جلسه نظامی بودند که جنگنده‌های روسی با استفاده از اطلاعات تجسس پهپادهای ایرانی محل جلسه را پیدا کرده و ساختمان را هدف موشک‌های هوا به سطح قرار دادند.